# Liste der Kommunalminister Norwegens

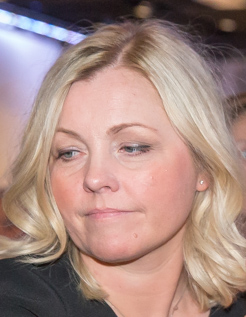
Ministerin Kjersti Stenseng

Dies ist eine Liste der Kommunalminister Norwegens. Derzeitige Ministerin für Kommunalverwaltung und regionale Entwicklung ist Kjersti Stenseng von der Arbeiderpartiet (Ap).

## Geschichte
Der erste Kommunal- und Arbeitsminister wurde 1948 ernannt. In der Zeit von 1990 bis 1992 wurden Kommunalminister ernannt, bevor man bis 1998 erneut Kommunal- und Arbeitsminister hatte. Anschließend wechselte die Bezeichnung des Ministeriums auf Kommunal- und Regionalministerium (norwegisch: Kommunal- og regionaldepartementet), zum 1. Januar 2014 erhielt es den Titel Kommunal- und Modernisierungsministerium (Kommunal- og moderniseringsdepartementet). In diesem wurden neben dem Amt des Kommunal- und Modernisierungsministers auch weitere Ministerposten eingerichtet. So gab es beispielsweise von Januar 2019 bis Januar 2020 einen Digitalisierungsminister.
Seit Januar 2022 trägt das Ministerium den Namen Kommunal- und Distriktsministerium (Kommunal- og distriktsdepartementet). 

## Liste
| Minister                  | Amtsbeginn | Amtsende | Partei               | Regierung      | Ministerium                              | Anmerkung                                 |
| ------------------------- | ---------- | -------- | -------------------- | -------------- | ---------------------------------------- | ----------------------------------------- |
| Ulrik Olsen               | 1948       | 1951     | Arbeiderpartiet      | Gerhardsen II  | Kommunal- und Arbeitsministerium         |                                           |
| Ulrik Olsen               | 1951       | 1955     | Arbeiderpartiet      | Torp           | Kommunal- und Arbeitsministerium         |                                           |
| Ulrik Olsen               | 1955       | 1958     | Arbeiderpartiet      | Gerhardsen III | Kommunal- und Arbeitsministerium         |                                           |
| Andreas Zeier Cappelen    | 1958       | 1963     | Arbeiderpartiet      | Gerhardsen III | Kommunal- und Arbeitsministerium         |                                           |
| Oskar Skogly              | 1963       | 1963     | Arbeiderpartiet      | Gerhardsen III | Kommunal- und Arbeitsministerium         |                                           |
| Bjarne Lyngstad           | 1963       | 1963     | Venstre              | Lyng           | Kommunal- und Arbeitsministerium         |                                           |
| Jens Haugland             | 1963       | 1965     | Arbeiderpartiet      | Gerhardsen IV  | Kommunal- und Arbeitsministerium         |                                           |
| Helge Seip                | 1965       | 1970     | Venstre              | Borten         | Kommunal- und Arbeitsministerium         |                                           |
| Helge Rognlien            | 1970       | 1971     | Venstre              | Borten         | Kommunal- und Arbeitsministerium         |                                           |
| Odvar Nordli              | 1971       | 1972     | Arbeiderpartiet      | Bratteli I     | Kommunal- und Arbeitsministerium         |                                           |
| Johan Skipnes             | 1972       | 1973     | Kristelig Folkeparti | Korvald        | Kommunal- und Arbeitsministerium         |                                           |
| Leif Aune                 | 1973       | 1976     | Arbeiderpartiet      | Bratteli II    | Kommunal- und Arbeitsministerium         |                                           |
| Leif Aune                 | 1976       | 1978     | Arbeiderpartiet      | Nordli         | Kommunal- und Arbeitsministerium         |                                           |
| Arne Nilsen               | 1978       | 1979     | Arbeiderpartiet      | Nordli         | Kommunal- und Arbeitsministerium         |                                           |
| Inger Louise Valle        | 1979       | 1980     | Arbeiderpartiet      | Nordli         | Kommunal- und Arbeitsministerium         |                                           |
| Harriet Andreassen        | 1980       | 1981     | Arbeiderpartiet      | Nordli         | Kommunal- und Arbeitsministerium         |                                           |
| Harriet Andreassen        | 1981       | 1981     | Arbeiderpartiet      | Brundtland I   | Kommunal- und Arbeitsministerium         |                                           |
| Arne Rettedal             | 1981       | 1986     | Høyre                | Willoch        | Kommunal- und Arbeitsministerium         |                                           |
| Leif Haraldseth           | 1986       | 1987     | Arbeiderpartiet      | Brundtland II  | Kommunal- und Arbeitsministerium         |                                           |
| William Engseth           | 1987       | 1988     | Arbeiderpartiet      | Brundtland II  | Kommunal- und Arbeitsministerium         |                                           |
| Johan J. Jakobsen         | 1989       | 1990     | Senterpartiet        | Syse           | Kommunal- und Arbeitsministerium         | als Kommunalminister                      |
| Johan J. Jakobsen         | 1990       | 1990     | Senterpartiet        | Syse           | Kommunalministerium                      |                                           |
| Kjell Borgen              | 1990       | 1992     | Arbeiderpartiet      | Brundtland III | Kommunalministerium                      |                                           |
| Gunnar Berge              | 1992       | 1992     | Arbeiderpartiet      | Brundtland III | Kommunalministerium                      | als Kommunal- und Arbeitsminister         |
| Gunnar Berge              | 1993       | 1996     | Arbeiderpartiet      | Brundtland III | Kommunal- und Arbeitsministerium         |                                           |
| Kjell Opseth              | 1996       | 1997     | Arbeiderpartiet      | Jagland        | Kommunal- und Arbeitsministerium         |                                           |
| Ragnhild Queseth Haarstad | 1997       | 1998     | Senterpartiet        | Bondevik I     | Kommunal- und Arbeitsministerium         | als Kommunalministerin                    |
| Ragnhild Queseth Haarstad | 1998       | 1999     | Senterpartiet        | Bondevik I     | Kommunal- und Regionalministerium        |                                           |
| Odd Roger Enoksen         | 1999       | 2000     | Senterpartiet        | Bondevik I     | Kommunal- und Regionalministerium        |                                           |
| Sylvia Brustad            | 2000       | 2001     | Arbeiderpartiet      | Stoltenberg I  | Kommunal- und Regionalministerium        |                                           |
| Erna Solberg              | 2001       | 2005     | Høyre                | Bondevik II    | Kommunal- und Regionalministerium        |                                           |
| Åslaug Haga               | 2005       | 2007     | Senterpartiet        | Stoltenberg II | Kommunal- und Regionalministerium        |                                           |
| Magnhild Meltveit Kleppa  | 2007       | 2009     | Senterpartiet        | Stoltenberg II | Kommunal- und Regionalministerium        |                                           |
| Liv Signe Navarsete       | 2009       | 2013     | Senterpartiet        | Stoltenberg II | Kommunal- und Regionalministerium        |                                           |
| Jan Tore Sanner           | 2013       | 2013     | Høyre                | Solberg        | Kommunal- und Regionalministerium        | als Kommunal- und Modernisierungsminister |
| Jan Tore Sanner           | 2014       | 2018     | Høyre                | Solberg        | Kommunal- und Modernisierungsministerium |                                           |
| Monica Mæland             | 2018       | 2020     | Høyre                | Solberg        | Kommunal- und Modernisierungsministerium |                                           |
| Nikolai Astrup            | 2020       | 2021     | Høyre                | Solberg        | Kommunal- und Modernisierungsministerium |                                           |
| Bjørn Arild Gram          | 2021       | 2021     | Senterpartiet        | Støre          | Kommunal- und Modernisierungsministerium | als Kommunal- und Distriktsminister       |
| Bjørn Arild Gram          | 2022       | 2022     | Senterpartiet        | Støre          | Kommunal- und Distriktsministerium       |                                           |
| Sigbjørn Gjelsvik         | 2022       | 2023     | Senterpartiet        | Støre          | Kommunal- und Distriktsministerium       |                                           |
| Erling Sande              | 2023       | 2025     | Senterpartiet        | Støre          | Kommunal- und Distriktsministerium       |                                           |
| Kjersti Stenseng          | 2025       | im Amt   | Arbeiderpartiet      | Støre          | Kommunal- und Distriktsministerium       |                                           |